# Brachypetersius huloti
Brachypetersius huloti és una espècie de peix de la família dels alèstids i de l'ordre dels caraciformes.

## Morfologia
- Els mascles poden assolir 7 cm de longitud total.[4][5]

## Hàbitat
És un peix d'aigua dolça i de clima tropical (22 °C-25 °C).

## Distribució geogràfica
Es troba a Àfrica: conca del riu Congo.